# Naborowywanie
Naborowywanie, w tym m.in. borowanie dyfuzyjne – metoda obróbki cieplno-chemicznej stali. Polega na nasycaniu borem powierzchniowej warstwy przedmiotów stalowych. Jej skutkiem jest zwiększenie odporności na działanie kwasu solnego i innych kwasów, nadanie właściwości antykorozyjnych, twardości (odporności na ścieranie), doprowadzanie do nierozpuszczalności w stopionych metalach (Cynk oraz Glin) oraz zwiększenie żaroodporności stali (do 800°C). Obróbkę tę stosuje się zazwyczaj wobec narzędzi nie poddawanych obciążeniom dynamicznym, gdyż nadaje ona większą odporność, niż procesy azotowania i nawęglania, ale jej wadą jest zwiększenie kruchości stali. Naborowywanie przeprowadza się w temperaturze około 1000 °C, w ośrodkach ciekłych lub stałych, które wydzielają bor.
Występuje kilka metod borowania:
- borowanie w ośrodkach stałych – w tym w proszkach i pastach
- borowanie w ośrodkach ciekłych – z pododmianą borowania elektrolitycznego
- borowanie w ośrodkach gazowych – w tym metody borowania jonowego

Po borowaniu dopuszcza się dalszą obróbkę cieplną obiektów. Najczęściej jest to hartowanie z odpuszczaniem lub hartowanie izotermiczne przeprowadzane w środowiskach zapobiegających utlenieniu się naborkowanej warstwy.